# Deuxième circonscription des Alpes-de-Haute-Provence
La deuxième circonscription des Alpes-de-Haute-Provence est l'une des deux circonscriptions législatives que compte le département français des Alpes-de-Haute-Provence (04), situé en région Provence-Alpes-Côte d'Azur.
Elle est représentée à l'Assemblée nationale lors de la XVIIe législature de la Cinquième République par Sophie Vaginay-Ricourt, député de l'Union des droites pour la République.

## Description géographique et démographique

### De 1958 à 1986

Carte de la deuxième circonscription des Alpes-de-Haute-Provence de 1958 à 1986

La deuxième circonscription des Alpes-de-Haute-Provence était composée de :
- Canton d'Annot
- Canton de Banon
- Canton de Digne
- Canton de Castellane
- Canton de Colmars
- Canton d'Entrevaux
- Canton de Mézel
- Canton de Forcalquier
- Canton de Manosque
- Canton de Moustiers-Sainte-Marie
- Canton de Noyers-sur-Jabron
- Canton de Peyruis
- Canton de Reillanne
- Canton de Riez
- Canton de Saint-André-les-Alpes
- Canton de Saint-Étienne-les-Orgues
- Canton de Senez
- Canton de Valensole

### Depuis 1988
La deuxième circonscription des Alpes-de-Haute-Provence part du sud-ouest du département et s'étend jusqu'au nord-est, en regroupant le nord et l'ouest du département. Elle inclut des villes comme Forcalquier, Manosque, Sisteron ou Barcelonnette. De 1988 à 2015, elle comprend les divisions administratives suivantes :
- Canton de Banon
- Canton de Barcelonnette
- Canton de Forcalquier
- Canton du Lauzet-Ubaye
- Canton de Manosque-Nord
- Canton de Manosque-Sud-Est
- Canton de Manosque-Sud-Ouest
- Canton de La Motte-du-Caire
- Canton de Noyers-sur-Jabron
- Canton de Reillanne
- Canton de Saint-Étienne-les-Orgues
- Canton de Seyne
- Canton de Sisteron
- Canton de Turriers

Depuis 2015, où est pour la première fois appliqué le découpage cantonal opéré en 2014, les circonscriptions ne sont plus tenues de correspondre aux nouvelles limites cantonales.

## Description historique et politique
La circonscription, traditionnellement ancrée à gauche, alterne ces dernières années entre députés de gauche et de droite.

### Historique des députations
| Législature | Début de mandat | Fin de mandat  | Député              | Parti politique | Observations |
| ----------- | --------------- | -------------- | ------------------- | --------------- | --- |
| Ire         | 9 décembre 1958 | 9 octobre 1962 | Gabriel Domenech    | app. MRP        | Conseiller général (canton de Peyruis) Mandat écourté à la suite d'une dissolution parlementaire décidée par Charles de Gaulle.                                                     |
| IIe         | 6 décembre 1962 | 2 avril 1967   | Claude Delorme      | SFIO            | Maire de Forcalquier, Président du Conseil Général (canton de Forcalquier) |
| IIIe        | 3 avril 1967    | 30 mai 1968    | Claude Delorme      | SFIO            | Maire de Forcalquier, Président du Conseil Général (canton de Forcalquier) Mandat écourté à la suite d'une dissolution parlementaire décidée par Charles de Gaulle.                 |
| IVe         | 11 juillet 1968 | 1er avril 1973 | Claude Delorme      | PS              | Maire de Forcalquier, Président du Conseil Général (canton de Forcalquier) |
| Ve          | 2 avril 1973    | 2 avril 1978   | Claude Delorme      | PS              | Maire de Forcalquier, Président du Conseil Général (canton de Forcalquier) |
| VIe         | 3 avril 1978    | 22 mai 1981    | Pierre Girardot     | PCF             | Maire de Sainte-Tulle Mandat écourté à la suite d'une dissolution parlementaire décidée par François Mitterrand.                                                                    |
| VIIe        | 2 juillet 1981  | 1er avril 1986 | André Bellon        | PS              | |
| VIIIe       | 2 avril 1986    | 14 mai 1988    | Pierre Delmar       | RPR             | Maire de Forcalquier Proportionnelle par département, pas de député par circonscription. Mandat écourté à la suite d'une dissolution parlementaire décidée par François Mitterrand. |
| IXe         | 23 juin 1988    | 1er avril 1993 | André Bellon        | PS              | |
| Xe          | 2 avril 1993    | 21 avril 1997  | Pierre Delmar       | RPR             | Maire de Forcalquier, conseiller général (canton de Forcalquier) Mandat écourté à la suite d'une dissolution parlementaire décidée par Jacques Chirac.                              |
| XIe         | 12 juin 1997    | 18 juin 2002   | Robert Honde        | PRG             | Maire de Manosque, conseiller général |
| XIIe        | 19 juin 2002    | 19 juin 2007   | Daniel Spagnou      | UMP             | Maire de Sisteron, conseiller régional |
| XIIIe       | 20 juin 2007    | 19 juin 2012   | Daniel Spagnou      | UMP             | Maire de Sisteron |
| XIVe        | 20 juin 2012    | 20 juin 2017   | Christophe Castaner | PS              | Maire de Forcalquier Ancien vice-président du conseil régional Provence-Alpes-Côte d'Azur                                                                                           |
| XVe         | 21 juin 2017    | 21 juin 2022   | Christophe Castaner | REM             | Nommé au gouvernement et remplacé par sa suppléante Emmanuelle Fontaine-Domeizel, du 22 juillet 2017 au 3 août 2020                                                                 |
| XVIe        | 22 juin 2022    | 9 juin 2024    | Léo Walter          | LFI-NUPES       | Conseiller municipal de Niozelles Mandat écourté à la suite d'une dissolution parlementaire décidée par Emmanuel Macron.                                                            |

## Historique des élections

### Élections de 1958
| Candidat       | Candidat               | Parti          | Premier tour | Premier tour | Second tour | Second tour |  |
| Candidat       | Candidat               | Parti          | Voix         | %            | Voix        | %           |  |
| -------------- | ---------------------- | -------------- | ------------ | ------------ | ----------- | ----------- |  |
|                | Marcel-Edmond Naegelen | SFIO           | 7 115        | 33,37        | 8 138       | 37,13       |  |
|                | Gabriel Domenech élu   | MRP            | 5 517        | 25,88        | 8 310       | 37,91       |  |
|                | Pierre Girardot        | PCF            | 5 343        | 25,06        | 5 470       | 24,96       |  |
|                | Jean Vial              | UNR            | 3 346        | 15,69        | Retrait     | Retrait     |  |
|                |                        |                |              |              |             |             |  |
| Inscrits       | Inscrits               | Inscrits       | 28 263       | 100,00       | 28 171      | 100,00      |  |
| Abstentions    | Abstentions            | Abstentions    | 6 412        | 22,69        | 5 789       | 20,55       |  |
| Votants        | Votants                | Votants        | 21 851       | 77,31        | 22 382      | 79,45       |  |
| Blancs et nuls | Blancs et nuls         | Blancs et nuls | 530          | 2,43         | 464         | 2,07        |  |
| Exprimés       | Exprimés               | Exprimés       | 21 321       | 97,57        | 21 918      | 97,93       |  |

Louis Martel, garagiste à Banon était le suppléant de Gabriel Domenech.

### Élections de 1962
| Candidat       | Candidat                 | Parti          | Premier tour | Premier tour | Second tour | Second tour |  |
| Candidat       | Candidat                 | Parti          | Voix         | %            | Voix        | %           |  |
| -------------- | ------------------------ | -------------- | ------------ | ------------ | ----------- | ----------- |  |
|                | Claude Delorme élu       | SFIO           | 6 539        | 32,28        | 13 385      | 67,39       |  |
|                | Pierre Girardot          | PCF            | 6 122        | 30,22        | Retrait     | Retrait     |  |
|                | Georges Broussine        | UNR-UDT        | 3 846        | 18,98        | 6 478       | 32,61       |  |
|                | Gabriel Domenech sortant | Modérés        | 3 753        | 18,52        | Retrait     | Retrait     |  |
|                |                          |                |              |              |             |             |  |
| Inscrits       | Inscrits                 | Inscrits       | 29 493       | 100,00       | 29 492      | 100,00      |  |
| Abstentions    | Abstentions              | Abstentions    | 8 554        | 29           | 8 391       | 28,45       |  |
| Votants        | Votants                  | Votants        | 20 939       | 71           | 21 101      | 71,55       |  |
| Blancs et nuls | Blancs et nuls           | Blancs et nuls | 679          | 3,24         | 1 238       | 5,87        |  |
| Exprimés       | Exprimés                 | Exprimés       | 20 260       | 96,76        | 19 863      | 94,13       |  |

Lucien Veyan, propriétaire exploitant, maire de Quinson, était le suppléant de Claude Delorme.

### Élections de 1967
| Candidat       | Candidat                     | Parti          | Premier tour | Premier tour | Second tour | Second tour |  |
| Candidat       | Candidat                     | Parti          | Voix         | %            | Voix        | %           |  |
| -------------- | ---------------------------- | -------------- | ------------ | ------------ | ----------- | ----------- |  |
|                | Claude Delorme sortant réélu | FGDS (SFIO)    | 8 195        | 32,25        | 14 901      | 59,63       |  |
|                | Pierre Girardot              | PCF            | 7 257        | 28,56        | Retrait     | Retrait     |  |
|                | Jean Cabane                  | UD-Ve          | 6 476        | 25,49        | 7 918       | 31,69       |  |
|                | Jean Curetti                 | CD (PDM)       | 3 274        | 12,89        | 2 169       | 8,68        |  |
|                | Paul Bouscarle               | Rad            | 206          | 0,81         |             |             |  |
|                |                              |                |              |              |             |             |  |
| Inscrits       | Inscrits                     | Inscrits       | 32 447       | 100,00       | 32 436      | 100,00      |  |
| Abstentions    | Abstentions                  | Abstentions    | 6 407        | 19,75        | 6 859       | 21,15       |  |
| Votants        | Votants                      | Votants        | 26 040       | 80,25        | 25 577      | 78,85       |  |
| Blancs et nuls | Blancs et nuls               | Blancs et nuls | 632          | 2,43         | 589         | 2,3         |  |
| Exprimés       | Exprimés                     | Exprimés       | 25 408       | 97,57        | 24 988      | 97,7        |  |

Lucien Veyan était le suppléant de Claude Delorme.

### Élections de 1968
| Candidat       | Candidat                     | Parti          | Premier tour | Premier tour | Second tour | Second tour |  |
| Candidat       | Candidat                     | Parti          | Voix         | %            | Voix        | %           |  |
| -------------- | ---------------------------- | -------------- | ------------ | ------------ | ----------- | ----------- |  |
|                | Jean Cabane                  | UDR (URP)      | 7 568        | 29,95        | 11 919      | 46,71       |  |
|                | Claude Delorme sortant réélu | FGDS (SFIO)    | 7 373        | 29,18        | 13 600      | 53,29       |  |
|                | Pierre Girardot              | PCF            | 6 102        | 24,15        | Retrait     | Retrait     |  |
|                | Henri Mille                  | Modérés        | 3 598        | 14,24        | Retrait     | Retrait     |  |
|                | Georges Dolias               | PSU            | 628          | 2,49         |             |             |  |
|                |                              |                |              |              |             |             |  |
| Inscrits       | Inscrits                     | Inscrits       | 32 610       | 100,00       | 32 590      | 100,00      |  |
| Abstentions    | Abstentions                  | Abstentions    | 6 788        | 20,82        | 6 336       | 19,44       |  |
| Votants        | Votants                      | Votants        | 25 822       | 79,18        | 26 254      | 80,56       |  |
| Blancs et nuls | Blancs et nuls               | Blancs et nuls | 553          | 2,14         | 735         | 2,8         |  |
| Exprimés       | Exprimés                     | Exprimés       | 25 269       | 97,86        | 25 519      | 97,2        |  |

Lucien Veyan était suppléant de Claude Delorme.

### Élections de 1973
| Candidat       | Candidat                     | Parti          | Premier tour | Premier tour | Second tour | Second tour |  |
| Candidat       | Candidat                     | Parti          | Voix         | %            | Voix        | %           |  |
| -------------- | ---------------------------- | -------------- | ------------ | ------------ | ----------- | ----------- |  |
|                | Jean Cabane                  | UDR (URP)      | 9 140        | 31,61        | 12 351      | 42,12       |  |
|                | Claude Delorme sortant réélu | PS (UGSD)      | 8 677        | 30           | 16 969      | 57,88       |  |
|                | Pierre Girardot              | PCF            | 7 957        | 27,51        | Retrait     | Retrait     |  |
|                | Raymond Schmittlein          | MR             | 1 799        | 6,22         |             |             |  |
|                | Jean-Louis Brun              | Divers droite  | 732          | 2,53         |             |             |  |
|                | Claude Collet                | LO             | 614          | 2,12         |             |             |  |
|                |                              |                |              |              |             |             |  |
| Inscrits       | Inscrits                     | Inscrits       | 35 815       | 100,00       | 35 805      | 100,00      |  |
| Abstentions    | Abstentions                  | Abstentions    | 6 312        | 17,62        | 5 727       | 15,99       |  |
| Votants        | Votants                      | Votants        | 29 503       | 82,38        | 30 078      | 84,01       |  |
| Blancs et nuls | Blancs et nuls               | Blancs et nuls | 584          | 1,98         | 758         | 2,52        |  |
| Exprimés       | Exprimés                     | Exprimés       | 28 919       | 98,02        | 29 320      | 97,48       |  |

Lucien Veyan était suppléant de Claude Delorme.

### Élections de 1978
| Candidat       | Candidat               | Parti          | Premier tour | Premier tour | Second tour | Second tour |  |
| Candidat       | Candidat               | Parti          | Voix         | %            | Voix        | %           |  |
| -------------- | ---------------------- | -------------- | ------------ | ------------ | ----------- | ----------- |  |
|                | Jean Cabane            | Divers droite  | 9 696        | 27,83        | 17 553      | 49,17       |  |
|                | Pierre Girardot élu    | PCF            | 9 320        | 26,75        | 18 149      | 50,83       |  |
|                | Claude Delorme sortant | PS             | 8 906        | 25,57        | Retrait     | Retrait     |  |
|                | Jean Curetti           | UDF (PR)       | 4 236        | 12,16        |             |             |  |
|                | Pierre Lieutaghi       | Écologie 78    | 1 813        | 5,2          |             |             |  |
|                | Olivia Zémor           | LO             | 639          | 1,83         |             |             |  |
|                | Pierre Schwartz        | Divers droite  | 225          | 0,65         |             |             |  |
|                |                        |                |              |              |             |             |  |
| Inscrits       | Inscrits               | Inscrits       | 42 261       | 100,00       | 42 269      | 100,00      |  |
| Abstentions    | Abstentions            | Abstentions    | 6 761        | 16           | 5 419       | 12,82       |  |
| Votants        | Votants                | Votants        | 35 500       | 84           | 36 850      | 87,18       |  |
| Blancs et nuls | Blancs et nuls         | Blancs et nuls | 665          | 1,87         | 1 148       | 3,12        |  |
| Exprimés       | Exprimés               | Exprimés       | 34 835       | 98,13        | 35 702      | 96,88       |  |

Georges Alliaud, instituteur, maire de Reillanne était le suppléant de Pierre Girardot.

### Élections de 1981
| Candidat              | Candidat                | Parti             | Premier tour | Premier tour | Second tour | Second tour |  |
| Candidat              | Candidat                | Parti             | Voix         | %            | Voix        | %           |  |
| --------------------- | ----------------------- | ----------------- | ------------ | ------------ | ----------- | ----------- |  |
|                       | Jean Cabanne            | UDF (UNM)         | 12 530       | 37,61        | 15 326      | 43,35       |  |
|                       | André Bellon élu        | PS                | 9 934        | 29,83        | 20 017      | 56,65       |  |
|                       | Pierre Girardot sortant | PCF               | 9 702        | 29,14        | Retrait     | Retrait     |  |
|                       | Roger Verdegen          | Divers écologiste | 1 135        | 3,41         |             |             |  |
|                       | Jacqueline Vecchioni    | CCA               | 1            | 0,01         |             |             |  |
|                       |                         |                   |              |              |             |             |  |
| Inscrits              | Inscrits                | Inscrits          | 45 383       | 100,00       | 45 379      | 100,00      |  |
| Abstentions           | Abstentions             | Abstentions       | 11 678       | 25,73        | 9 287       | 20,47       |  |
| Votants               | Votants                 | Votants           | 33 705       | 74,27        | 36 092      | 79,53       |  |
| Blancs et nuls        | Blancs et nuls          | Blancs et nuls    | 403          | 1,2          | 749         | 2,08        |  |
| Exprimés              | Exprimés                | Exprimés          | 33 302       | 98,8         | 35 343      | 97,92       |  |
| Source : Data.gouv.fr |                         |                   |              |              |             |             |  |

Max Demol, conseiller général du canton de Valensole, maire de Valensole, était le suppléant d'André Bellon.

### Élection de 1986
Voir la page consacrée Élections législatives de 1986 dans les Alpes-de-Haute-Provence sur Wikipédia.

### Élections de 1988
| Candidat       | Candidat                   | Parti          | Premier tour | Premier tour | Second tour | Second tour |  |
| Candidat       | Candidat                   | Parti          | Voix         | %            | Voix        | %           |  |
| -------------- | -------------------------- | -------------- | ------------ | ------------ | ----------- | ----------- |  |
|                | Pierre Delmar sortant      | RPR (URC)      | 12 068       | 36,28        | 17 846      | 48,49       |  |
|                | André Bellon sortant réélu | PS             | 11 977       | 36,01        | 18 959      | 51,51       |  |
|                | Bernard de Guilhermier     | FN             | 4 193        | 12,61        |             |             |  |
|                | Georges Alliaud            | PCF            | 3 839        | 11,54        |             |             |  |
|                | Isabelle Bourboulon        | Extrême gauche | 1 185        | 3,56         |             |             |  |
|                |                            |                |              |              |             |             |  |
| Inscrits       | Inscrits                   | Inscrits       | 50 158       | 100,00       | 50 140      | 100,00      |  |
| Abstentions    | Abstentions                | Abstentions    | 16 113       | 32,12        | 12 224      | 24,38       |  |
| Votants        | Votants                    | Votants        | 34 045       | 67,88        | 37 916      | 75,62       |  |
| Blancs et nuls | Blancs et nuls             | Blancs et nuls | 783          | 2,3          | 1 111       | 2,93        |  |
| Exprimés       | Exprimés                   | Exprimés       | 33 262       | 97,7         | 36 805      | 97,07       |  |

Lucien Gilly, agriculteur, conseiller municipal de Jausiers était le suppléant d'André Bellon.

### Élections de 1993
| Candidat       | Candidat             | Parti          | Premier tour | Premier tour | Second tour | Second tour |  |
| Candidat       | Candidat             | Parti          | Voix         | %            | Voix        | %           |  |
| -------------- | -------------------- | -------------- | ------------ | ------------ | ----------- | ----------- |  |
|                | Pierre Delmar élu    | RPR (UPF)      | 13 137       | 38,19        | 18 295      | 72,36       |  |
|                | Mireille d'Ornano    | FN             | 5 014        | 14,58        | 6 988       | 27,64       |  |
|                | Georges Alliaud      | PCF            | 4 427        | 12,87        |             |             |  |
|                | André Bellon sortant | diss. PS       | 3 780        | 10,99        |             |             |  |
|                | José Escanez         | PS (ADFP)      | 3 753        | 10,91        |             |             |  |
|                | Jean-Marie Collombon | GÉ (EÉ)        | 3 232        | 9,4          |             |             |  |
|                | Jacques Ourcet       | LT-LNÉ         | 1 055        | 3,07         |             |             |  |
|                |                      |                |              |              |             |             |  |
| Inscrits       | Inscrits             | Inscrits       | 51 374       | 100,00       | 51 398      | 100,00      |  |
| Abstentions    | Abstentions          | Abstentions    | 14 646       | 28,51        | 17 510      | 34,07       |  |
| Votants        | Votants              | Votants        | 36 728       | 71,49        | 33 888      | 65,93       |  |
| Blancs et nuls | Blancs et nuls       | Blancs et nuls | 2 330        | 6,34         | 8 605       | 25,39       |  |
| Exprimés       | Exprimés             | Exprimés       | 34 398       | 93,66        | 25 283      | 74,61       |  |

Daniel Spagnou, conseiller régional, conseiller général, maire de Sisteron était le suppléant de Pierre Delmar.

### Élections de 1997
| Candidat       | Candidat                      | Parti          | Premier tour | Premier tour | Second tour | Second tour |  |
| Candidat       | Candidat                      | Parti          | Voix         | %            | Voix        | %           |  |
| -------------- | ----------------------------- | -------------- | ------------ | ------------ | ----------- | ----------- |  |
|                | Pierre Delmar sortant         | RPR            | 10 363       | 30,37        | 17 772      | 49,6        |  |
|                | Robert Honde élu              | PRS (PS)       | 8 330        | 24,41        | 18 062      | 50,4        |  |
|                | Mireille d'Ornano             | FN             | 5 671        | 16,62        |             |             |  |
|                | Raymond Bressand              | PCF            | 4 823        | 14,13        |             |             |  |
|                | Marie-Christine Brun-Bourlier | LDI (MPF)      | 1 474        | 4,32         |             |             |  |
|                | Antoine Labeyrie              | MÉI            | 1 379        | 4,04         |             |             |  |
|                | Alfred Arrazau                | GÉ             | 611          | 1,79         |             |             |  |
|                | Georges Manent                | US4J           | 561          | 1,64         |             |             |  |
|                | Serge Carvou                  | Divers         | 488          | 1,43         |             |             |  |
|                | Alain Morucci                 | IR             | 421          | 1,23         |             |             |  |
|                |                               |                |              |              |             |             |  |
| Inscrits       | Inscrits                      | Inscrits       | 51 783       | 100,00       | 51 770      | 100,00      |  |
| Abstentions    | Abstentions                   | Abstentions    | 15 762       | 30,44        | 13 146      | 25,39       |  |
| Votants        | Votants                       | Votants        | 36 021       | 69,56        | 38 624      | 74,61       |  |
| Blancs et nuls | Blancs et nuls                | Blancs et nuls | 1 900        | 5,27         | 2 790       | 7,22        |  |
| Exprimés       | Exprimés                      | Exprimés       | 34 121       | 94,73        | 35 834      | 92,78       |  |

Le Docteur Francis Hermitte, médecin, maire de Seyne, était le suppléant de Robert Honde.

### Élections de 2002
| Candidat                     | Candidat                 | Parti                   | Premier tour | Premier tour | Second tour | Second tour |
| Candidat                     | Candidat                 | Parti                   | Voix         | %            | Voix        | %           |
| ---------------------------- | ------------------------ | ----------------------- | ------------ | ------------ | ----------- | ----------- |
|                              | Daniel Spagnou élu       | UMP                     | 15 072       | 40,41        | 20 402      | 59,91       |
|                              | Robert Honde sortant     | PRG (PS)                | 8 388        | 22,49        | 13 654      | 40,09       |
|                              | Rémy Le Cardinal         | FN                      | 3 931        | 10,54        |             |             |
|                              | Yannick Philipponneau    | PCF                     | 2 752        | 7,38         |             |             |
|                              | Christian Pesce          | CPNT                    | 1 359        | 3,64         |             |             |
|                              | Patricia Starek          | Les Verts               | 1 213        | 3,25         |             |             |
|                              | Claude Laugier           | UDF                     | 1 003        | 2,69         |             |             |
|                              | Gérard Guieu             | LCR                     | 758          | 2,03         |             |             |
|                              | Mireille d'Ornano        | MNR                     | 750          | 2,01         |             |             |
|                              | Marie-Line Molina        | Extrême droite          | 445          | 1,19         |             |             |
|                              | Catherine Bourcier       | Divers écologiste       | 378          | 1,01         |             |             |
|                              | Isabelle Verschueren     | Divers                  | 309          | 0,83         |             |             |
|                              | Christine Berthe         | Divers écologiste (MÉI) | 246          | 0,66         |             |             |
|                              | Max Illy                 | LO                      | 236          | 0,63         |             |             |
|                              | Alain Raud               | Divers écologiste (GÉ)  | 210          | 0,56         |             |             |
|                              | Françoise Schmitt-Salice | POC                     | 150          | 0,40         |             |             |
|                              | Dorothée Martin          | Divers droite (CNIP)    | 102          | 0,27         |             |             |
|                              | Pierre Delmar            | diss. RPR               | 0            | 0            |             |             |
|                              |                          |                         |              |              |             |             |
| Inscrits                     | Inscrits                 | Inscrits                | 55 411       | 100,00       | 55 399      | 100,00      |
| Abstentions                  | Abstentions              | Abstentions             | 17 245       | 31,12        | 19 440      | 35,09       |
| Votants                      | Votants                  | Votants                 | 38 166       | 68,88        | 35 959      | 64,91       |
| Blancs et nuls               | Blancs et nuls           | Blancs et nuls          | 864          | 2,26         | 1 903       | 5,29        |
| Exprimés                     | Exprimés                 | Exprimés                | 37 302       | 97,74        | 34 056      | 94,71       |
| Source : Assemblée nationale |                          |                         |              |              |             |             |

Le suppléant de Daniel Spagnou était Gérard Velin, conseiller municipal de Manosque, conseiller général du canton de Manosque-Sud-Ouest.

### Élections de 2007
| Candidat                          | Candidat                     | Parti                  | Premier tour | Premier tour | Second tour | Second tour |
| Candidat                          | Candidat                     | Parti                  | Voix         | %            | Voix        | %           |
| --------------------------------- | ---------------------------- | ---------------------- | ------------ | ------------ | ----------- | ----------- |
|                                   | Daniel Spagnou sortant réélu | UMP                    | 18 249       | 46,25        | 20 905      | 53,96       |
|                                   | Christophe Castaner          | PS                     | 11 232       | 28,46        | 17 840      | 46,04       |
|                                   | Isabelle Verschueren         | UDF–MoDem              | 2 269        | 5,75         |             |             |
|                                   | Jean-Claude Cauvin           | PCF                    | 1 789        | 4,53         |             |             |
|                                   | Mireille d’Ornano            | FN                     | 1 702        | 4,31         |             |             |
|                                   | Patrick Garnon               | Les Verts              | 1 125        | 2,85         |             |             |
|                                   | Karine Denko                 | Extrême gauche (LCR)   | 825          | 2,09         |             |             |
|                                   | Gilles Ravera                | CPNT                   | 629          | 1,59         |             |             |
|                                   | Jeannine Douzou              | MPF                    | 426          | 1,08         |             |             |
|                                   | Véronique Raphel             | Divers écologiste (GÉ) | 385          | 0,98         |             |             |
|                                   | Xavier Dejasmin              | Divers                 | 320          | 0,81         |             |             |
|                                   | Michèle Chassaing            | Extrême droite         | 178          | 0,45         |             |             |
|                                   | Max Illy                     | Extrême gauche (LO)    | 176          | 0,45         |             |             |
|                                   | Claude Senes                 | Extrême gauche (PT)    | 156          | 0,40         |             |             |
|                                   |                              |                        |              |              |             |             |
| Inscrits                          | Inscrits                     | Inscrits               | 60 866       | 100,00       | 60 861      | 100,00      |
| Abstentions                       | Abstentions                  | Abstentions            | 20 734       | 34,06        | 20 935      | 34,40       |
| Votants                           | Votants                      | Votants                | 40 132       | 65,94        | 39 926      | 65,60       |
| Blancs et nuls                    | Blancs et nuls               | Blancs et nuls         | 671          | 1,67         | 1 181       | 2,96        |
| Exprimés                          | Exprimés                     | Exprimés               | 39 461       | 98,33        | 38 745      | 97,04       |
| Source : Ministère de l'Intérieur |                              |                        |              |              |             |             |

La suppléante de Daniel Spagnou était Geneviève Diguet, directrice de l'Office municipal des personnes âgées de Manosque.

### Élections de 2012
| Candidat       | Candidat                | Parti          | Premier tour | Premier tour | Second tour | Second tour |  |
| Candidat       | Candidat                | Parti          | Voix         | %            | Voix        | %           |  |
| -------------- | ----------------------- | -------------- | ------------ | ------------ | ----------- | ----------- |  |
|                | Christophe Castaner élu | PS             | 13 872       | 35,76        | 20 411      | 54,04       |  |
|                | Jean-Claude Castel      | UMP            | 11 549       | 29,77        | 17 357      | 45,96       |  |
|                | Jean-Claude Diedrich    | FN             | 5 915        | 15,25        |             |             |  |
|                | Martine Carriol         | FG (PCF)       | 3 635        | 9,37         |             |             |  |
|                | Catherine Berthonnèche  | EÉLV           | 1 702        | 4,39         |             |             |  |
|                | Isabelle Verschuren     | CpF (MoDem)    | 627          | 1,62         |             |             |  |
|                | Yamina Guebli           | AÉI            | 327          | 0,84         |             |             |  |
|                | Bruno Morin             | NC             | 317          | 0,82         |             |             |  |
|                | Noël Chuisano           | DLR            | 315          | 0,81         |             |             |  |
|                | Jean-Michel Rovida      | AC             | 220          | 0,57         |             |             |  |
|                | Brigitte Picard         | NPA            | 179          | 0,46         |             |             |  |
|                | Cyril Belmonte          | LO             | 138          | 0,36         |             |             |  |
|                |                         |                |              |              |             |             |  |
| Inscrits       | Inscrits                | Inscrits       | 63 327       | 100,00       | 63 340      | 100,00      |  |
| Abstentions    | Abstentions             | Abstentions    | 23 926       | 37,78        | 24 280      | 38,33       |  |
| Votants        | Votants                 | Votants        | 39 401       | 62,22        | 39 060      | 61,67       |  |
| Blancs et nuls | Blancs et nuls          | Blancs et nuls | 605          | 1,54         | 1 292       | 3,31        |  |
| Exprimés       | Exprimés                | Exprimés       | 38 796       | 98,46        | 37 768      | 96,69       |  |

La suppléante de Christophe Castaner était Esther Baron, nageuse professionnelle, de Manosque, députée du 18 au 20 juin 2017.

### Élections de 2017
|                                                                                          |                                                                         |                           |                           |                          |                          |
|                                                                                          |                                                                         | Premier tour 11 juin 2017 | Premier tour 11 juin 2017 | Second tour 18 juin 2017 | Second tour 18 juin 2017 |
|                                                                                          |                                                                         |                           |                           |                          |                          |
|                                                                                          |                                                                         | Nombre                    | % des inscrits            | Nombre                   | % des inscrits           |
| Inscrits                                                                                 | Inscrits                                                                | 65 326                    | 100,00                    | 65 315                   | 100,00                   |
| Abstentions                                                                              | Abstentions                                                             | 30 599                    | 46,84                     | 35 428                   | 54,24                    |
| Votants                                                                                  | Votants                                                                 | 34 727                    | 53,16                     | 29 887                   | 45,76                    |
|                                                                                          |                                                                         |                           | % des votants             |                          | % des votants            |
| Bulletins blancs                                                                         | Bulletins blancs                                                        | 525                       | 1,51                      | 2 097                    | 7,02                     |
| Bulletins nuls                                                                           | Bulletins nuls                                                          | 241                       | 0,69                      | 1 134                    | 3,79                     |
| Suffrages exprimés                                                                       | Suffrages exprimés                                                      | 33 961                    | 97,79                     | 26 656                   | 89,19                    |
|                                                                                          |                                                                         |                           |                           |                          |                          |
| Candidat Étiquette politique (partis et alliances)                                       | Candidat Étiquette politique (partis et alliances)                      | Voix                      | % des exprimés            | Voix                     | % des exprimés           |
|                                                                                          |                                                                         |                           |                           |                          |                          |
|                                                                                          | Christophe Castaner (député sortant) La République en marche !          | 14 957                    | 44,04                     | 16 412                   | 61,57                    |
|                                                                                          | Léo Walter La France insoumise                                          | 5 622                     | 16,55                     | 10 244                   | 38,43                    |
|                                                                                          | Christian Girard Front national                                         | 4 611                     | 13,58                     |                          |                          |
|                                                                                          | Jean-Claude Castel Les Républicains diss.                               | 3 861                     | 11,37                     |                          |                          |
|                                                                                          | Sébastien Ginet Les Républicains (Union des démocrates et indépendants) | 1 565                     | 4,61                      |                          |                          |
|                                                                                          | Isabelle Thibault Parti communiste français                             | 877                       | 2,58                      |                          |                          |
|                                                                                          | Claudine Razeau Écologiste                                              | 786                       | 2,31                      |                          |                          |
|                                                                                          | Noël Chuisano Debout la France                                          | 534                       | 1,57                      |                          |                          |
|                                                                                          | Christine Cypriani-Mouton Nouvelle Donne                                | 378                       | 1,11                      |                          |                          |
|                                                                                          | Nathalie Hue-Courtin Parti animaliste                                   | 316                       | 0,93                      |                          |                          |
|                                                                                          | Christophe Bravard Union populaire républicaine                         | 236                       | 0,69                      |                          |                          |
|                                                                                          | Henri Cyvoct Lutte ouvrière                                             | 218                       | 0,64                      |                          |                          |
| Source : Ministère de l'Intérieur - Deuxième circonscription des Alpes-de-Haute-Provence |                                                                         |                           |                           |                          |                          |

La suppléante de Christophe Castaner était Emmanuelle Fontaine-Domeizel, infirmière libérale, conseillère départementale du canton de Manosque-2. Emmanuelle Fontaine-Domeizel remplaça Christophe Castaner, nommé membre du gouvernement, du 22 juillet 2017 au 3 août 2020.

### Élections de 2022
Les élections législatives françaises de 2022 se déroulent les dimanches 12 et 19 juin 2022.
| Candidat                 | Candidat                 | Parti et coalition       | Nuance                   | Premier tour | Premier tour | Second tour | Second tour |
| Candidat                 | Candidat                 | Parti et coalition       | Nuance                   | Voix         | %            | Voix        | %           |
| ------------------------ | ------------------------ | ------------------------ | ------------------------ | ------------ | ------------ | ----------- | ----------- |
|                          | Christophe Castaner      | LREM (ENS)               | ENS                      | 10 232       | 30,16        | 15 134      | 48,51       |
|                          | Léo Walter               | LFI (NUPES)              | NUP                      | 9 940        | 29,30        | 16 063      | 51,49       |
|                          | Aurélie Abeille          | RN                       | RN                       | 7 905        | 23,30        |             |             |
|                          | Myriam Cadenel           | REC                      | REC                      | 1 433        | 4,22         |             |             |
|                          | Marie Ferreira           | UDI (UDC)                | UDI                      | 1 288        | 3,80         |             |             |
|                          | Clémence Razeau          | MHAN (TUPV)              | ECO                      | 781          | 2,30         |             |             |
|                          | Danièle Daux             | LP (UPF)                 | DSV                      | 559          | 1,65         |             |             |
|                          | Nathalie Hue-Courtin     | ÉAC                      | ECO                      | 555          | 1,64         |             |             |
|                          | Thierry Begnis           | PA                       | ECO                      | 343          | 1,01         |             |             |
|                          | Hervé Guerrera           | OLP[Quoi ?] (RPS)        | REG                      | 299          | 0,88         |             |             |
|                          | Frédéric Kechra          | LO                       | DXG                      | 254          | 0,75         |             |             |
|                          | Laurent Vicente          | CD                       | DXG                      | 174          | 0,51         |             |             |
|                          | Jean-Luc Soler           | POID                     | DXG                      | 160          | 0,47         |             |             |
|                          |                          |                          |                          |              |              |             |             |
| Votes valides            | Votes valides            | Votes valides            | Votes valides            | 33 923       | 97,46        | 31 200      | 90,36       |
| Votes blancs             | Votes blancs             | Votes blancs             | Votes blancs             | 607          | 1,74         | 2 376       | 6,88        |
| Votes nuls               | Votes nuls               | Votes nuls               | Votes nuls               | 277          | 0,80         | 951         | 2,75        |
| Total                    | Total                    | Total                    | Total                    | 34 807       | 100          | 34 527      | 100         |
| Abstention               | Abstention               | Abstention               | Abstention               | 31 854       | 47,79        | 32 124      | 48,20       |
| Inscrits / participation | Inscrits / participation | Inscrits / participation | Inscrits / participation | 66 661       | 52,21        | 66 651      | 51,80       |

La suppléante de Léo Walter était Alice Allamel, maraîchère à Mison.

### Elections de 2024
| Candidat                 | Candidat                 | Parti et coalition       | Nuance                   | Premier tour | Premier tour | Second tour | Second tour |
| Candidat                 | Candidat                 | Parti et coalition       | Nuance                   | Voix         | %            | Voix        | %           |
| ------------------------ | ------------------------ | ------------------------ | ------------------------ | ------------ | ------------ | ----------- | ----------- |
|                          | Sophie Vaginay-Ricourt   | RAD (RN)                 | UXD                      | 18 314       | 40,89        | 21 655      | 50,97       |
|                          | Léo Walter               | LFI (NFP)                | UG                       | 14 774       | 32,99        | 20 834      | 49,03       |
|                          | Dominique Blanc          | PRV (ENS)                | ENS                      | 10 162       | 22,69        | Retrait     | Retrait     |
|                          | Myriam Cadenel           | REC                      | REC                      | 584          | 1,30         |             |             |
|                          | Loan Reynaud             | SE                       | DVD                      | 512          | 1,14         |             |             |
|                          | Henri Cyvoct             | LO                       | EXG                      | 438          | 0,98         |             |             |
|                          |                          |                          |                          |              |              |             |             |
| Votes valides            | Votes valides            | Votes valides            | Votes valides            | 44 784       | 96,19        | 42 489      | 90,65       |
| Votes blancs             | Votes blancs             | Votes blancs             | Votes blancs             | 1 295        | 2,78         | 3 412       | 7,28        |
| Votes nuls               | Votes nuls               | Votes nuls               | Votes nuls               | 481          | 1,03         | 968         | 2,07        |
| Total                    | Total                    | Total                    | Total                    | 46 560       | 100          | 46 869      | 100         |
| Abstention               | Abstention               | Abstention               | Abstention               | 20 111       | 30,16        | 19 805      | 29,70       |
| Inscrits / participation | Inscrits / participation | Inscrits / participation | Inscrits / participation | 66 671       | 69,84        | 66 674      | 70,30       |

Bien que soutenue par le Rassemblement national, Sophie Vaginay-Ricourt est membre des Républicains. Son suppléant est Fabrice Durnerin, conseiller en affaires parlementaires.